# シェマー・スチュワート
シェマー・スチュワート（Shemar Stewart, 2003年11月12日 - ） は、アメリカ合衆国フロリダ州マイアミ出身の大学アメリカンフットボール選手。テキサスA＆M大学に所属している。ポジションはディフェンシブエンド。

## プロ入り前
スチュワートは2003年11月12日にフロリダ州マイアミに生まれ、フロリダ州ミラマーで育ち、マイアミガーデンズのMonsignor Edward Pace High School に通った。
スチュワートは 2022 college football recruiting classのトップリクルートの一人に挙げられ、ESPNでは7番目、247Sportsでは9番目、 USA Todayでは12番目の評価を受けた 。そして2022 recruiting classのEDGEとしては最高の評価を受けた 。2022年2月にスチュワートは奨学金を受け Texas A&M University に通うことを内定 。2024年12月に2025年のNFLドラフト にエントリーする事を宣言。

## 2025年NFLコンバイン
スチュワートはNFLコンバインにて、身長196㎝ 体重121㎏の体格で40ヤード走4.59s 垂直飛び102㎝ 立ち幅跳び333㎝と体格離れしたな超人的身体能力を披露して、2017年のNFLコンバインにて現役最高峰のDEマイルズ・ギャレットが披露した驚異的なパフォーマンスと比較された。2025年現在でNFLコンバインのディフェンシブエンドのパフォーマンスでは垂直飛びは歴代9位タイ、立ち幅跳びは歴代5位タイである。
| 6 ft 5 in (196 cm)          | 267 lb (121 kg) | 34+1⁄8 in (87 cm) | 9+5⁄8 in (24 cm) | 4.59 s | 1.58 s | 40.0 in (102 cm) | 10 ft 11 in (3.33 m) |
| All values from NFL Combine |                 |                   |                  |        |        |                  |                      |